# Microrregión de Alto Guaporé
La microrregión de Alto Guaporé es una de las microrregiones del estado brasileño de Mato Grosso perteneciente a la mesorregión Sudoeste Mato-Grossense. Su población fue estimada en 2008 por el IBGE en 64.758 habitantes y está dividida en cinco municipios. Posee un área total de 31.487,812 km².

## Municipios
| Municipio                            | Población 2016 | Densidad 2010 | Superficie     |
| ------------------------------------ | -------------- | ------------- | -------------- |
| Puentes y Lacerda                    | 43.538         | 5,08          | 8.558,447 km²  |
| Villa Bella de la Santísima Trinidad | 15.406         | 1,14          | 13.420,626 km² |
| Nueva Lacerda                        | 6.231          | 1,31          | 4.735,085 km²  |
| Conquista d'Oeste                    | 3.799          | 1,42          | 2.672,207 km²  |
| Valle de São Domingos                | 3.047          | 1,57          | 1.933,046 km²  |
| Total                                | 73,021         | 2,31          | 31.487,812 km² |

- Datos: Q2149280